# Saillac (Lot)
Saillac è un comune francese di 152 abitanti situato nel dipartimento del Lot nella regione dell'Occitania.

## Società

### Evoluzione demografica
Abitanti censiti